# Заслуженный деятель искусств Украины
Заслу́женный де́ятель иску́сств Украи́ны (укр. Заслужений діяч мистецтв України) — почётное звание Украины, присваиваемое президентом Украины согласно Закону Украины «О государственных наградах Украины».
Согласно Положению о почётных званиях Украины от 29 июня 2001 года, звание присваивается:
режиссёрам, хормейстерам, балетмейстерам, дирижёрам, художникам, художественным руководителям художественных коллективов, композиторам, писателям, драматургам, сценаристам, кинооператорам, искусствоведам и литературоведам, преподавателям учебных заведений культуры и искусств за создание высокохудожественных произведений в области музыки, литературы, драматургии, кинематографии, научных работ по вопросам искусства и литературы, подготовку кадров работников культуры и искусств, организацию деятельности культурной сферы.
Первоначальное название звания — «Заслуженный деятель искусств УССР», было установлено 13 января 1934 года.

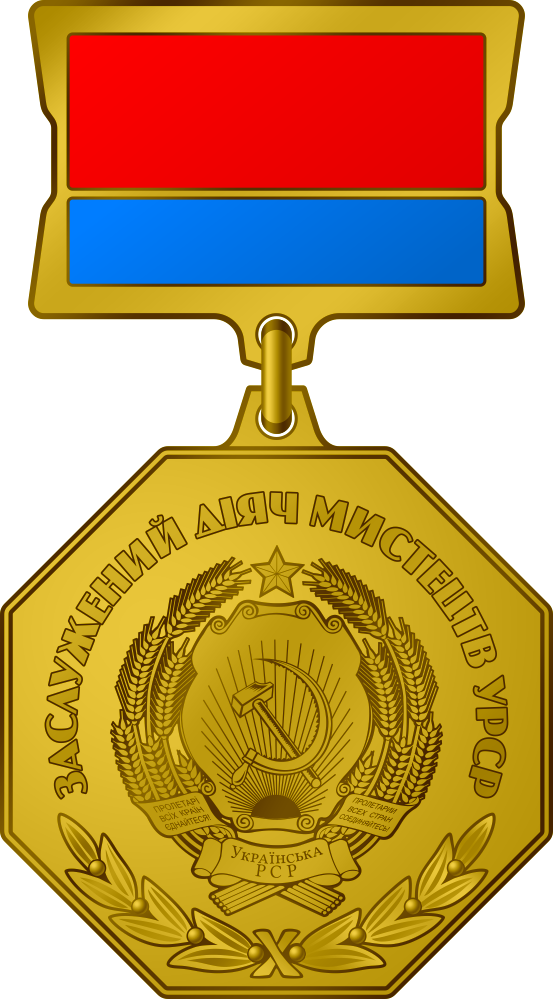
Нагрудный знак «Заслуженный деятель искусств УССР» (до 1991 года)
Нагрудный знак «Заслуженный деятель искусств Украины» (до 2001 года)

## См.также
Награды Украины